# Schizachyrium scoparium
Espèce
Schizachyrium scoparium (little bluestem ou beard grass en anglais) est une espèce de plantes à fleurs de la famille des Poaceae (les graminées), que l'on trouve dans les paysages de prairie d'Amérique du Nord. C'est l'herbe officielle du Nebraska et du Kansas.